# Cyril Kenneth Bird
Ne pas confondre avec Kenneth Bird
Pour les articles homonymes, voir Kenneth et Bird.
Cyril Kenneth Bird, nom d'artiste Fougasse, né le 17 décembre 1887 à Cheltenham - mort le 11 juin 1965 à Londres, est un dessinateur britannique surtout connu pour avoir été rédacteur du magazine Punch et pour ses affiches de propagande de la Seconde Guerre mondiale. Il a aussi dessiné beaucoup d'affiches pour le métro de Londres.

## Biographie
Né à Londres, fils d'Arthur Bird, directeur de société, il étudie au Cheltenham college et au King's College de Londres (B.Sc). Tandis qu'il est étudiant au King's College, il fréquente les cours du soir d'art de la Regent Street Polytechnic et de l'école de photo-gravure de Bolt Court. Le 16 septembre 1914 il épouse Mary Holden Caldwell.
Gravement blessé à la bataille de Gallipoli durant la Première Guerre mondiale, il est réformé de l'armée britannique pour invalidité (son nom d'artiste vient de la fougasse, un type de mine). Il contribue pour la première fois à Punch en 1916 tandis qu'il est en convalescence ainsi qu'à plusieurs autres journaux et magazines britanniques dont the Graphic et Tatler.
En tant qu'un des dessinateurs les plus connus de l'époque, il est l'un des 170 auteurs qui créent des livres de poupée de la taille appropriée exclusivement pour la maison de poupées de la reine Mary ; son récit en vers illustré, écrit sur des pages de la taille de timbres-poste, est publié en livre cartonné de taille normale en 2012 par la Royal Collection et l'éditeur Walker Books (en).
Au cours des années 1920 et 1930, ses dessins évoluent du style de représentation traditionnel à un style libre et novateur, à la fois unique et populaire, qui paraît dans de nombreuses campagnes publicitaires ainsi que dans les magazines. Il est nommé rédacteur de la section arts de Punch de 1937 à 1949 puis rédacteur jusqu'en 1953. Il est le seul dessinateur a jamais avoir édité la revue. Pendant la Seconde Guerre mondiale, il travaille bénévolement pour le ministère de l'information et dessine de nombreuses affiches de propagande humoristiques mais efficaces dont la fameuse série Careless Talk Costs Lives. Pour ce travail, il est élevé au rang de commandeur de l'Ordre de l'Empire britannique en 1946.
Il illustre et co-écrit plusieurs livres humoristiques avec Donald McCullough (en). Il s'agit notamment de Aces Made Easy – ou pons asinorum in a nutshell qui connaît un grand succès sur le contrat au bridge en 1934 et You Have Been Warned – A Complete Guide to the Road en 1935.
Au milieu des années 1950 il enseigne à l'école du dimanche de la Science chrétienne dans l'église de Sloane Square, convertie depuis en salle de concert Cadogan Hall. Il meurt à Londres à l'âge de 77 ans.
Depuis 2009, son dessin d'un maître d'hôtel portant un plateau est utilisé pour illustrer la première page des menus de première classe de British Airways, continuant une association avec la compagnie aérienne qui remonte aux années 1930 lorsque Fougasse a conçu des affiches publicitaires pour Imperial Airways, la société précurseur de BA.